# Aviva London Grand Prix 2015
London Grand Prix 2015 byl lehkoatletický mítink, který se konal 24. a 25. 7. 2015 v Spojeném království městě Londýn. Byl součástí série mítinků Diamantová liga.

## Výsledky
- Archiv výsledků zde [1]

### Muži
| Disciplína      | 1. místo                     | 2. místo                       | 3. místo                    |
| 200 m           | Zharnel Hughes 20,05         | Dedric Dukes 20,14             | Anaso Jobodwana 20,20       |
| 400 m           | Wayde van Niekerk 44,63      | David Verburg 45,01            | Chris Brown 45,22           |
| 110 m překážek  | Jason Richardson 13,19       | Pascal Martinot-Lagarde 13,22  | Ronnie Ash 13,26            |
| 3000 m překážek | Conseslus Kipruto 8:09,47    | Jairus Kipchoge Birech 8:09,81 | Paul Kipsiele Koech 8:12,13 |
| 1 míle          | Asbel Kipruto Kiprop 3:54,87 | Matthew Centrowitz 3:55,03     | Ayanleh Souleiman 3:55,06   |
| Skok do výšky   | Marco Fassinotti 231 cm      | Gianmarco Tamberi 228 cm       | Mutaz Essa Baršim 228 cm    |
| Skok daleký     | Marquis Dendy 838 cm         | Zarck Visser 821 cm            | Greg Rutherford 818 cm      |
| Hod diskem      | Philip Milanov 65,14 m       | Robert Urbanek 64,47 m         | Benn Harradine 63,98 m      |

### Ženy
| Disciplína     | 1. místo                       | 2. místo                   | 3. místo                     |
| 100 m          | Dafne Schippersová 10,92       | Blessing Okagbareová 10,98 | Murielle Ahouréová 11,01     |
| 800 m          | Eunice Jepkoech Sumová 1:58,44 | Sifan Hassanová 1:59,46    | Lynsey Sharpová 1:59,57      |
| 5000 m         | Mercy Cherono 14:54,81         | Molly Huddle 14:57,42      | Janet Kisa 15:10,6           |
| 400 m překážek | Zuzana Hejnová 53,99           | Georganne Moline 54,24     | Cassandra Tate 54,36         |
| Skok o tyči    | Nikoléta Kiriakopoúlou 479 cm  | Anželika Sidorovová 479 cm | Katerina Stefanidiová 462 cm |
| Trojskok       | Olga Rypakovová 14,33 m        | Kimberly Williams 14,15 m  | Dana Velďáková 13,66 m       |
| Hod oštěpem    | Madara Palameika 65,01 m       | Barbora Špotáková 65,00 m  | Kimberley Mickleová 63,39 m  |
| Vrh koulí      | Michelle Carterová 19,74 m     | Valerie Adamsová 18,59 m   | Cleopatra Borel 18,53 m      |

### Muži
| Disciplína     | 1. místo                                                                                    | 2. místo                                                              | 3. místo                                                                            |
| 100 m          | Usain Bolt 9,87                                                                             | Michael Rodgers 9,90                                                  | Kemar Bailey-Cole 9,92                                                              |
| 800 m          | Nijel Amos 1:44,57                                                                          | David Lekuta Rudisha 1:44,67                                          | Adam Kszczot 1:44,85                                                                |
| 400 m překážek | Michael Tinsley 49,02                                                                       | Louis Jacob van Zyl 49,27                                             | Niall Flannery 49,53                                                                |
| 3 000 m        | Mohamed Farah 7:34,66                                                                       | Othmane El Goumri 7:36,71                                             | Emmanuel Kipsang 7:37,05                                                            |
| Skok o tyči    | Renaud Lavillenie 603 cm                                                                    | Shawnacy Barber 593 cm                                                | Augusto Dutra 581 cm                                                                |
| 4 x 100 m      | Spojené království 38,32 Richard Kilty Harry Aikines-Aryeetey James Ellington Chijindu Ujah | Francie 38,34 Pierre Vincent Emmanuel Biron Jeffrey John Jimmy Vicaut | Spojené království 38,73 Sean Safo-Antwi Alan Robertson Daniel Talbot Ojie Edoburun |

### Ženy
| Disciplína     | 1. místo                                                                                                 | 2. místo                                                                           | 3. místo                                                                                     |
| 200 m          | Elaine Thompsonová 22,10                                                                                 | Tori Bowieová 22,32                                                                | Candyce McGrone 22,70                                                                        |
| 400 m          | Natasha Hastings 50,24                                                                                   | Francena McCororyová 50,67                                                         | Stephenie Ann McPherson 50,91                                                                |
| 1500 m         | Laura Weightman 4:06,09                                                                                  | Gabriele Grunewald 4:06,35                                                         | Katie Mackey 4:06,54                                                                         |
| 100 m překážek | Jasmin Stowersová 12,47                                                                                  | Dawn Harperová 12,64                                                               | Brianna Rollinsová 12,65                                                                     |
| Skok daleký    | Shara Proctorová 698 cm                                                                                  | Jazmin Sawyers 660 cm                                                              | Jana Velďáková 651 cm                                                                        |
| 4 x 100 m      | Spojené státy americké 42,32 Jessica Young Tiffany Townsend Christine Williams Sanya Richardsová-Rossová | Nizozemsko 42,69 Nadine Visserová Dafne Schippersová Nathalie Sydney Jamile Samuel | Spojené království 42,80 Dina Asherová-Smithová Jodie Williams Bianca Williams Desiree Henry |